# Liste der Gebietsänderungen in Sachsen-Anhalt 2005
Die Liste der Gebietsänderungen in Sachsen-Anhalt 2005 enthält Änderungen an Gemeindegebieten des Landes Sachsen-Anhalt in der Zeit vom 1. Januar 2005 bis zum 31. Dezember 2005. Dazu zählen unter anderem Zusammenschlüsse und Trennungen von Gemeinden, Eingliederungen von Gemeinden in eine andere, Änderungen des Gemeindenamens und Umgliederungen von Teilen einer Gemeinde in eine andere.

## Legende
- Datum: juristisches Wirkungsdatum der Gebietsänderung
- Gemeinde vor der Änderung: Gemeinde vor der Gebietsänderung
- Gebietsänderung: Art der Gebietsänderung
- Gemeinde nach der Änderung: Gemeinde nach der Gebietsänderung
- Landkreis: Landkreis der Gemeinde nach der Gebietsänderung

Die Sortierung erfolgt chronologisch: Datum, kreisfreie Städte, Landkreise, aufnehmende oder neu gebildete Gemeinde. Heute noch bestehende Gemeinden sind farbig unterlegt.

## Liste
| Datum      | Gemeinde vor der Änderung                                                                                               | Maßnahme        | Gemeinde nach der Änderung | Landkreis              |
| ---------- | --- | --------------- | -------------------------- | ---------------------- |
| 01.01.2005 | Brambach Rodleben | Eingliederung   | Dessau                     | –                      |
| 01.01.2005 | Stappenbeck | Eingliederung   | Salzwedel                  | Altmarkkreis Salzwedel |
| 01.01.2005 | Bias Luso | Eingliederung   | Zerbst                     | Anhalt-Zerbst          |
| 01.01.2005 | Beesenlaublingen Belleben Strenznaundorf                                                                                | Eingliederung   | Könnern                    | Bernburg               |
| 01.01.2005 | Cösitz (Landkreis Köthen) Quetzdölsdorf                                                                                 | Eingliederung   | Zörbig                     | Bitterfeld             |
| 01.01.2005 | Ohrsleben | Eingliederung   | Hötensleben                | Bördekreis             |
| 01.01.2005 | Dannigkow Dornburg Karith Ladeburg Leitzkau Menz Nedlitz Vehlitz Wahlitz                                                | Eingliederung   | Gommern                    | Jerichower Land        |
| 01.01.2005 | Cosa Prosigk | Zusammenschluss | Prosigk                    | Köthen                 |
| 01.01.2005 | Gnetsch | Eingliederung   | Weißandt-Gölzau            | Köthen                 |
| 01.01.2005 | Rothenschirmbach Wolferode                                                                                              | Eingliederung   | Lutherstadt Eisleben       | Mansfelder Land        |
| 01.01.2005 | Annarode Biesenrode Gorenzen Großörner Mansfeld Möllendorf Piskaborn Siebigerode Vatterode                              | Zusammenschluss | Mansfeld                   | Mansfelder Land        |
| 01.01.2005 | Knapendorf Luppenau | Eingliederung   | Schkopau                   | Merseburg-Querfurt     |
| 01.01.2005 | Queis Sietzsch Spickendorf                                                                                              | Eingliederung   | Landsberg                  | Saalkreis              |
| 01.01.2005 | Mösthinsdorf | Eingliederung   | Ostrau                     | Saalkreis              |
| 01.01.2005 | Holleben Zscherben | Eingliederung   | Teutschenthal              | Saalkreis              |
| 01.01.2005 | Garz Kuhlhausen Warnau                                                                                                  | Eingliederung   | Havelberg                  | Stendal                |
| 01.01.2005 | Jarchau | Eingliederung   | Stendal                    | Stendal                |
| 01.01.2005 | Nudersdorf Schmilkendorf                                                                                                | Eingliederung   | Lutherstadt Wittenberg     | Wittenberg             |
| 17.02.2005 | Reußen | Eingliederung   | Landsberg                  | Saalkreis              |
| 04.03.2005 | Klein Schierstedt | Eingliederung   | Aschersleben               | Aschersleben-Staßfurt  |
| 02.06.2005 | Mittelland | Namensänderung  | Barleben                   | Ohrekreis              |
| 01.07.2005 | Bergwitz | Eingliederung   | Kemberg                    | Wittenberg             |
| 01.10.2005 | Breitenbach Gonna Grillenberg Großleinungen Horla Lengefeld Morungen Oberröblingen Obersdorf Rotha Wettelrode Wolfsberg | Eingliederung   | Sangerhausen               | Sangerhausen           |
| 01.12.2005 | Riestedt | Eingliederung   | Sangerhausen               | Sangerhausen           |